# 적도전선
《적도전선》은 1985년 8월 13일부터 1985년 8월 16일까지 방영된 KBS 1TV 특집 드라마로, 대한민국 광복40주년 대기획 특집으로 제작된 3부작 드라마이다.

## 등장 인물

### 주요 인물
- 김흥기
- 노주현
- 민욱
- 한혜숙
- 이경진

### 그 외 인물
- 김진해
- 백윤식
- 이종만
- 이신재
- 박병호
- 최명수
- 이영
- 정해창
- 서우림
- 남윤정
- 이미경
- 김선영
- 신종섭
- 김봉근
- 맹호림
- 황범식
- 문오장
- 유병한
- 양영준
- 박칠용
- 박규식
- 박정웅
- 윤덕용
- 김동완
- 김경하
- 이계영
- 유종근
- 김효원
- 박승규
- 조재훈
- 최동균
- 장기용
- 임영식
- 남성식
- 김기복
- 권오현
- 엄익선
- 이두섭
- 이정훈
- 최우백
- 임찬호
- 최재현
- 오경아
- 손영춘